# Oshima Takahiro
Takahiro Oshima (大島 嵩弘 Oshima Takahiro, sinh ngày 14 tháng 4 năm 1988 ở Noda, Chiba) là một cầu thủ bóng đá người Nhật Bản hiện tại thi đấu cho Nagano Parceiro.
Oshima trước đây thi đấu cho Kashiwa Reysol ở J. League Division 1.

## Thống kê sự nghiệp câu lạc bộ
Cập nhật đến ngày 23 tháng 2 năm 2018.
| Thành tích câu lạc bộ | Thành tích câu lạc bộ | Thành tích câu lạc bộ | Giải vô địch | Giải vô địch | Cúp                   | Cúp                   | Cúp Liên đoàn | Cúp Liên đoàn | Khác    | Khác      | Tổng cộng | Tổng cộng |
| Mùa giải              | Câu lạc bộ            | Giải vô địch          | Số trận      | Bàn thắng    | Số trận               | Bàn thắng             | Số trận       | Bàn thắng     | Số trận | Bàn thắng | Số trận   | Bàn thắng |
| Nhật Bản              | Nhật Bản              | Nhật Bản              | Giải vô địch | Giải vô địch | Cúp Hoàng đế Nhật Bản | Cúp Hoàng đế Nhật Bản | J. League Cup | J. League Cup | Khác    | Khác      | Tổng cộng | Tổng cộng |
| --------------------- | --------------------- | --------------------- | ------------ | ------------ | --------------------- | --------------------- | ------------- | ------------- | ------- | --------- | --------- | --------- |
| 2007                  | Kashiwa Reysol        | J1 League             | 0            | 0            | 0                     | 0                     | 0             | 0             | -       | -         | 0         | 0         |
| 2008                  | Kashiwa Reysol        | J1 League             | 1            | 0            | 0                     | 0                     | 0             | 0             | -       | -         | 1         | 0         |
| 2009                  | Kashiwa Reysol        | J1 League             | 0            | 0            | 0                     | 0                     | 0             | 0             | -       | -         | 0         | 0         |
| 2009                  | Nagano Parceiro       | JRL (Hokushinetsu)    | 3            | 0            | -                     | -                     | -             | -             | -       | -         | 3         | 0         |
| 2010                  | Nagano Parceiro       | JRL (Hokushinetsu)    | 13           | 6            | -                     | -                     | -             | -             | -       | -         | 13        | 6         |
| 2011                  | Nagano Parceiro       | JFL                   | 30           | 1            | -                     | -                     | -             | -             | -       | -         | 30        | 1         |
| 2012                  | Nagano Parceiro       | JFL                   | 19           | 1            | 3                     | 1                     | -             | -             | -       | -         | 22        | 2         |
| 2013                  | Nagano Parceiro       | JFL                   | 34           | 1            | 4                     | 1                     | -             | -             | -       | -         | 38        | 2         |
| 2014                  | Nagano Parceiro       | J3 League             | 32           | 1            | 2                     | 0                     | -             | -             | 2       | 0         | 36        | 1         |
| 2015                  | Nagano Parceiro       | J3 League             | 35           | 3            | 2                     | 0                     | -             | -             | -       | -         | 37        | 3         |
| 2016                  | Nagano Parceiro       | J3 League             | 11           | 2            | 3                     | 0                     | -             | -             | -       | -         | 14        | 2         |
| 2017                  | Nagano Parceiro       | J3 League             | 32           | 2            | 1                     | 0                     | -             | -             | -       | -         | 33        | 2         |
| Tổng                  | Tổng                  | Tổng                  | 211          | 17           | 15                    | 2                     | 0             | 0             | 2       | 0         | 227       | 19        |